# League Against Cruel Sports
Die League Against Cruel Sports (LACS, deutsch: Liga gegen grausame Sportarten) ist eine in Großbritannien ansässige Tierschutzorganisation, die Kampagnen gegen Tierkämpfe wie Stierkämpfe, Jagd auf Füchse mit Hundemeuten und Hasenhetzen durchführt. Die Organisation arbeitet auch daran, die Herstellung, den Verkauf und den Gebrauch von Fallen zu verbieten, setzt sich für eine Regulierung von Windhundrennen sowie für ein Ende kommerzieller Jagden und Trophäenjagden. Zu den bekanntesten Unterstützern dieser Organisationen zählt Paul McCartney und die schottische Schauspielerin Annette Crosbie, die der Organisation ab 2003 für viele Jahre vorstand.
Die Organisation wurde 1923 gegründet ihr Sitz ist Godalming, Surrey. Zu den großen Erfolgen der Organisation zählt die Verabschiedung des Hunting Act 2004, das in England und Wales die Jagd von Füchsen mit Meuten untersagt und auch Hasenhetzen verbietet. Gegen diese letzte Form von Hundesport, bei der in der Regel zwei Greyhounds einen Hasen hetzen und bei denen Großveranstaltungen wie der Waterloo Cup zehntausende von Zuschauern anlockte, hatte sich die Organisation über Jahrzehnte hinweg verwendet. Die Gesellschaft kauft außerdem gezielt Land auf, auf denen die Jagd verboten ist. Mittlerweile befinden sich 40 Schutzreservate im Besitz dieser Organisation.
Zu den Themen, denen sich die Organisationen aktuell widmet, zählt ein Verbot von Fasanerien, in denen Fasane aufgezogen und anschließend freigesetzt werden, damit sie als Jagdwild dienen. Sie arbeitet außerdem dran, dass der Hunting Act 2004 in ähnlicher Form auch in Nordirland zum Gesetz wird.